# Sadat (India)
Sadat is een nagar panchayat (plaats) in het district Ghazipur van de Indiase staat Uttar Pradesh. 

## Demografie
Volgens de Indiase volkstelling van 2001 wonen er 10.342 mensen in Sadat, waarvan 51% mannelijk en 49% vrouwelijk is. De plaats heeft een alfabetiseringsgraad van 58%. 